# آرمان وارد می‌شود
آرمان را بکش (به انگلیسی: Kill Arman)  شخصیت اصلی این مستند، آرمان علیزاد می‌باشد که به کشورهای مختلف سفر کرده و هنرهای رزمی مختلف را نزد استادان آن رشته می‌آموزد. این برنامه در ۱۳۵ کشور جهان، روی آنتن رفته‌است.

## خلاصه
آرمان علیزاد، خیاطی ماهر و گزارشگر مد می‌باشد که ۲۰ سال است ورزش نکرده‌است. او در این برنامه به کشورهای مختلف سفر می‌کند و هنرهای رزمی مختلف را نزد استادان آن رشته می‌آموزد و در پایان نیز با استاد به مبارزه می‌پردازد.